# GMC

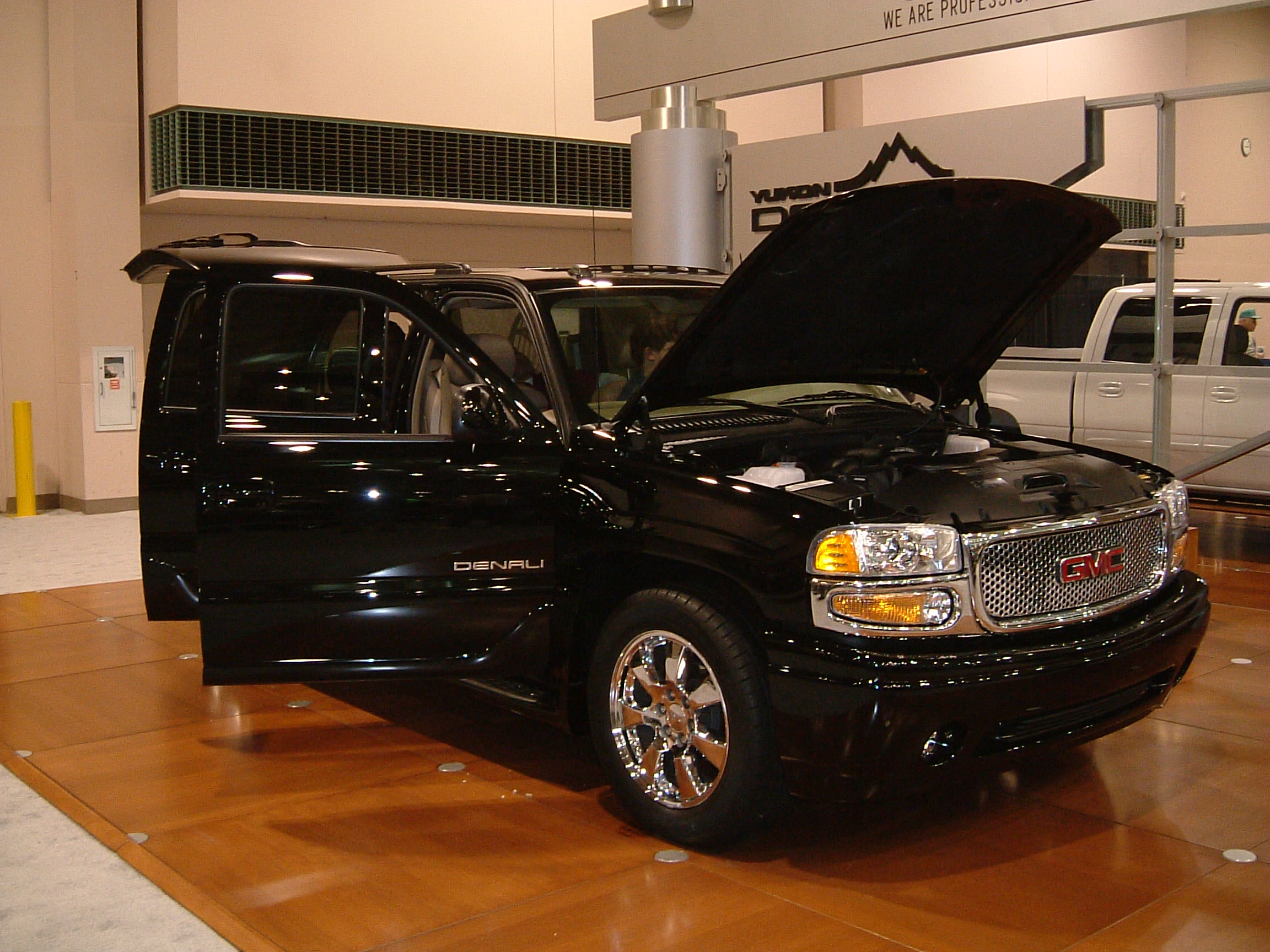
GMC Yukon

GMC (General Motors Truck Company) är ett märke i motorfordonskoncernen General Motors, där det används för lastbilar, bussar, husbilar, skåpbilar och suvar. De mindre fordonen är i huvudsak identiska med Chevrolets modeller.

## Lastbil
- GMC K16 (1925-1927) [2],[3]